# Louis Noverraz
Louis Noverraz, né le 10 mai 1902 à Bellevue et mort le 15 mai 1972 à Genève, est un marin suisse. Il a habité toute son enfance à Bellevue, puis, devenu barreur de la famille Firmenich, il habite jusqu'à sa mort une maison de fonction au Creux-de-Genthod.
Il commence à naviguer très jeune à bord du Tsibé, un 6,5 mètres appartenant à M. Graf qui avait la fâcheuse habitude de terminer les régates en dernière position. Lors de sa première venue à bord du bateau en tant que barreur, il remporte la première place. C'était la première des plus de 1500 victoires que remporta Louis Noverraz au cours de sa carrière.
Il était membre de la Société Nautique de Genève.
Lors des Jeux olympiques d'été de 1936, il arrive à la première place, mais à la suite d'une dénonciation pour le statut d'amateur d'un membre de l'équipage il est disqualifié. "L'affaire de Kiel" durera 25 ans au terme desquels, en 1961, il sera réhabilité par le Comité International Olympique en tant que vainqueur de l'épreuve, sans toutefois changer le classement des médailles.
Il sera employé par le Baron Bich lors d'un de ses premiers défis pour la Coupe de l'America : En effet le premier 12 M JI du Baron Bich, dû au crayon de l'architecte américain Britton Chance et baptisé Chancegger est réalisé en Suisse au chantier Egger . Construit en Suisse Chancegger ne peut pas être le bateau officiel du défi français, mais le France (premier du nom) sera réalisé dans un chantier spécialement dédié à Pontarlier, près de la frontière Suisse. Noverraz barrera alternativement les deux bateaux lors des entraînements et lors des éliminatoires à Newport contre les australiens en concurrence avec d'autres champions français comme Pierre (Poppie) Delfour, l'entraîneur national Yves Louis Pinaud et Eric Tabarly ...Ils seront tous débarqués à tour de rôle par l'éruptif Marcel Bich qui se couvrira de ridicule lorsqu'il prendra lui même la barre du France pour la dernière régate des éliminatoires alors que la qualification des australiens est de toute façon acquise
Aux Jeux olympiques d'été de 1968, il concourt dans la catégorie des 5,5 mètres JI et remporte la médaille d'argent avec ses coéquipiers Bernard Dunand et Marcel Stern.

## Palmarès

### Jeux olympiques
- Jeux olympiques de 1936 de Berlin à Kiel-Schilksee,  Reich allemand, à bord de Ylliam II, catégorie des 6 mètres
  - 1ère place au classement, disqualifié, puis réhabilité en 1961 en tant que  Médaille d'or
- Jeux olympiques de 1948 de Londres,  Royaume-Uni, à bord de Ylliam VII, catégorie des 6 mètres
  - 7e place au classement
- Jeux olympiques de 1952 de Helsinki,  Finlande, à bord de Ylliam VIII, catégorie des 6 mètres
  - 6e place au classement
- Jeux olympiques de 1968 à Mexico,  Mexique, à bord de Toucan IX[5], catégorie des 5,5 mètres
  -  Médaille d'argent[6]

### Autres victoires célèbres
- One Ton Cup
  - 1953, à Oster Bay avec Ylliam VIII, 6 mJI
  - 1954, à Genève avec Ylliam IX, 6 mJI
  - 1955, à Cannes avec Ylliam IX, 6 mJI
  - 1956, à Sandhamn avec Ylliam IX, 6 mJI
- Bol d'or[7]
  - 1939, Ylliam IV
  - 1940
  - 1953, Ylliam VII
  - 1956, Ylliam IX, premier Bol d'or en moins de douze heures, 11h04’57’’.